# Белый тигр (роман)
«Белый тигр» — дебютный роман индийского писателя Аравинда Адиги, изданный в 2008 году и в том же году получивший Букеровскую премию.
Роман критикует существующие общественные отношения между членами социальных слоёв и между самими социальными слоями Индии.
С точки зрения жанра, произведение можно считать современной антиверсией романа воспитания, так как оно рассказывает о становлении человека, но через преступление. С точки зрения структуры, повествование разбито на семь пронумерованных глав-«ночей» и внешне следует канонам историй «Тысячи и одной ночи». Англоязычная критика считает «Белого тигра» включённым в традиции плутовского романа , так как главный герой произведения проходит через авантюрные приключения. По форме заочного обращения к адресату повествования, он может быть отнесён к роману в письмах (эпистолярному роману).
Адига хотел экранизировать свою книгу ещё в конце 2010 года, когда права были проданы продюсеру Мукулу Деоре, но фильм так и не сняли. Премьера фильма «Белый тигр», снимавшегося в Дели с октября по декабрь 2019 года, состоялась 6 января 2021 года в Лас-Вегасе[3] а 13 января его показали в ряде кинотеатров США . Он был выпущен во всем мире через потоковую платформу Netflix 22 января 2021 года.[4] «Белый тигр» получил положительные отзывы критиков, которые высоко оценили режиссуру, сценарий и исполнение актёрского состава.

## Проблематика и сюжет романа
Повествование в романе ведется от первого лица. Рассказчик — молодой человек, выросший в тяжелых условиях деревенской нищеты, грязи, подавления в большой семье проявлений индивидуальности, пустого соблюдения традиций, зависти к чужому богатству, социальной несправедливости, государственного лицемерия и масштабной коррупции, проявляющейся на всех уровнях — от деревенской школы и больницы до министров центрального правительства. Многое из этого он считает следствием распада иерархической структуры прежнего общества в результате приобретения страной свободы, которая привела лишь к установлению права сильного, «закона джунглей».
В ходе повествования мы видим, как рассказчик порывает со своим прошлым и начинает новую, свободную жизнь, жизнь предпринимателя, в новом для себя быстроразвивающемся регионе Индии, но делает это ценой убийства своего доброго хозяина и весьма вероятной гибели всей своей остававшейся в родной деревне семьи в результате мести родственников убитого — местных самозваных «хозяев жизни» (семейства угольных магнатов и вымогателей у жителей деревни платы за всё с коррупционными связями в правительстве страны, служащими для ухода от уплаты налогов).
Рассказчик рождается в бедной деревне, где царят нужда и несправедливость. Большой семьей руководит практичная, властная, довольно жадная бабушка, концентрирующая в своих руках власть и деньги всей семьи и следящая за соблюдением всеми установленных порядков взаимоотношений. Она осуждает свою рано умершую невестку — мать мальчика за мечтательность, передавшуюся сыну. Отец мальчика безропотно подчиняется необходимости тяжелой работы рикши и умирает, подобно многим беднякам, от туберкулеза и истощения, без медицинской помощи, которой не нашлось даже в сельской больнице за рекой. Мальчик видит, как там безнадежно ждут помощи вместе больные с самыми разными инфекциями, а вместо доктора там заправляют молодые властные смотрители, в то время как доктору достаточно написать ложно благополучный отчет о якобы проделанной работе.
Мальчик тяжело переживает смерть отца, и ему кажется, что её тело стремится вырваться на свободу, избежав погребального костра на берегу «Матери Ганги», в то время как традиция велит предавать тело огню и реке. В «великой» реке, приток которой подходит к деревне, мальчик видит лишь грязь, как от сбрасываемых в неё человеческих нечистот и останков, так и от промышленных загрязнений. Это один из побудительных для него мотивов уехать из тех краев и жить иначе. Бабушка же ругает его за то, что он, подобно матери, вместо того чтобы не отвлекаться от дел, иногда замирает в задумчивости, любуясь видом чуть отдаленного местного заброшенного форта, сверкавшего на солнце и ставшего для мальчиком символом чего-то недоступного. Он сможет безбоязненно взойти на стены форта, лишь победив в себе униженность.
Подобно доктору ведет себя и сельский учитель, который отличается лишь тем, что в школе присутствует. Он распродает школьную форму, положенную детям, да и не усердствует в работе, что выявляет школьный инспектор. Учитель (по имени Кришна) и придумывает мальчику имя, которое в семье ему даже не позаботились дать — он называет смышленого паренька Балрамом в честь помощника бога Кришны. До того паренька звали просто Мунна («мальчик»).
Фамилия мальчика Халвай («кондитер» — ср. халва) свидетельствует для индийцев о довольно почетном кастовом статусе и совершенно мирном роде занятий его предков, однако в постколониальной Индии прежняя социальная структура уступила иерархии силы и денег, и семья живёт в нищете: после смерти отца единственным источником дохода остается продажа нестабильного удоя их буйволицы, ставшей, по мнению мальчика, самым почетным членом семьи.
Чтобы расплатиться за традиционно пышную свадьбу (приданое) внуков семья залезает в долги к местным «мироедам» — семье угольных магнатов и рэкетиров, получивших у селян животные прозвища в зависимости от телосложения и наклонностей, члены которой брали плату с односельчан за любые проявления хозяйственной деятельности. Для возвращения долга сначала старшего брата рассказчика заставляют бросить школу и взяться за грязную работу уборщика в местной чайной, а при следующей свадьбе приходит очередь Балрама заняться тем же, что усиливает в нём ненависть к сложившимся порядкам. Он завидует даже не настоящим свободным людям, а кондуктору автобуса, привозящего пассажиров из города: у кондуктора есть атрибуты власти: оливкового цвета форменная одежда и серебряный свисток на красном шнурке.
Местные люди вынуждены уезжать из деревни на приработки. Так поступают и братья. Балрам узнает, что хорошо зарабатывают городские таксисты, и напрашивается в ученики к одному из них. Он учится дорожным законам джунглей, бешеной езде без правил, не свойственной, по мнению его наставника, характеру представителей касты кондитеров. В ответ на вопрос о перспективах жизни таксиста юноша с отвращением узнает от того, что сможет лишь со временем рассчитывать на жильё в трущобах (многие спят на улицах) и отправить своего ребёнка в английскую школу.
Он решает попытать счастья иным образом и обходит богатые дома с предложением своих услуг в качестве якобы опытного личного шофера. В последнем доме на его пути его прогоняет суровый привратник, как было и в предыдущих, но ту появляется и вступает в разговор один из хозяев дома — из семьи тех самых деревенских олигархов. Молодого человека берут в дом вторым шофером, который должен выполнять и много других, более унизительных обязанностей слуги.
Мальчик возит большей частью другого представителя семьи — молодого хозяина, м-ра Ашоку, вернувшегося домой после учёбы в американском университете с женой-американкой, против женитьбы на которой как на иноплеменнице выступала родня мужа. М-р Ашока пытается жить более честно, чем его семья, но давление отца, брата и дяди, участвующих в угнетении бедняков и коррупционных схемах для ухода от налогов с министрами с одной стороны и жены, недовольной несвободой, с другой мучают его. Он не хочет, вопреки обещанию жене, возвращаться в западный мир, но в родной стране не может жить по совести.
Потребовав допустить её к управлению машиной, хозяйка юноши в нетрезвом состоянии сбивает насмерть уличного ребёнка и уезжает. Когда это преступление становится известным, семья хозяев не задумываясь жертвует слугой, вынуждая юношу подписать заявление в полицию и взять вину на себя. Тогда он задумывается, что повседневная доброта к нему его непосредственного хозяина стоит не дорого, и принимает роковое для хозяина решение, хотя знает, что в заложниках у хозяев осталась вся его деревенская семья, и случаи расправы с целыми семьями бедняков у «хозяев жизни», по сообщениям прессы, нередки.
Именно хозяйка-американка во время разговора с юношей на кухне вызывает в нем ощущение того, что он, как и другие бедняки, живёт как животное, не стесняясь грязи. Они, не задумываясь, чешутся, отправляют естественные надобности и бросают отходы на улицах, жуют разрушающий зубы бетель (англ. paan), выплевывая его повсеместно. Грязных и не очень грязных бедняков другие индийцы — охранники — не пускают в новые блестящие торговые комплексы, куда ходит состоятельная «чистая» публика. В традициях плутовского романа герой переодевается, чтобы туда проникнуть, и это ему удается, что ещё больше подталкивает его к радикальному изменению своей жизни. Еще одним толчком становится сцена на базаре, где он с негодованием видит, как в чрезвычайно тесную клетку набиты петухи, которых безжалостный хозяин берет тут же убивать поодиночке на глазах следующих жертв, не реагирующих на происходящее.
Совершив после некоторых колебаний жестокое убийство хозяина и забрав хозяйскую красную сумку с крупной суммой денег, предназначенной магнатами для передачи правительственным чиновникам в качестве очередной взятки, Балрам успешно скрывается, в итоге добираясь до Бангалора, в котором быстро развиваются местное предпринимательство в сфере информационных технологий под заказы американских фирм и сфера строительства и услуг. Для развозки поздно (из-за разницы часовых поясов с американскими заказчиками) заканчивающих работу программистов и сотрудников колл-центров в городе развилась сеть частных таксомоторных фирм, и сменивший имя и фамилию герой романа пытается войти в этот рынок со своей фирмой «Такси „Белый тигр“». Первая — честная — попытка сделать это оказывается неудачной, и фирма получает свою долю рынка только подкупив жадного начальника местной полиции.
Несмотря на участие в коррупционных схемах, герой видит за собой в новой жизни неплохое будущее, хотя внутренне продолжает бояться быть схваченным по обвинению в совершённом им убийстве.
Повествование романа обращено к китайскому премьер-министру Вэнь Цзябао, собирающемуся в Индию с визитом; автор хочет рассказать ему о положении дел в Индии, предостеречь Китай от ошибок при становлении предпринимательства и уверить в будущем торжестве не белого человека, а жёлтой (Китай) и коричневой (Индия) рас: так, по словам рассказчика, вредный для мозга и репродуктивных функций мужчины мобильный телефон якобы специально изобрели жёлтые люди — японцы, чтобы господство белых в мире закончилось.

## Название романа
Рассказчика называют «белым тигром» — «самым редким животным, рождающимся раз в поколение» (это действительно относительно редкая белая разновидность бенгальского тигра) — инспектор школ округа, увидевший во время проверки деревенской начальной школы, где учился рассказчик, что только этот мальчик смог ответить на его вопросы, а остальные ученики ничему не научились в своём полуразрушенном здании у безразличного и коррумпированного учителя, продавшего даже их новую форменную одежду в соседний населенный пункт.
Белый тигр становится символом свободы и гордости для мальчика, которому приходится пройти через унижения.
Встреча с живым белым тигром в делийском зоопарке потрясает рассказчика (он теряет сознание от взгляда животного и собственного волнения от давнего предвкушения этой судьбоносной встречи со своим символом) и становится толчком к воплощению решения кардинально изменить свою жизнь через трагедию других.

## Перевод на русский язык
Роман переведен и издан в России.
Переводчик Сергей Соколов.
Издательство «Фантом Пресс». ISBN 978-5-86471-486-7; 2010 г.
Издательство «Эксмо». ISBN 978-5-699-45293-4